# Дискаверер-8
Дискаверер-8 (англ. Discoverer 8) (KH-1 5, Corona 8) — американский космический аппарат. Аппарат из серии разведывательных спутников KH-1, запускавшихся по программе CORONA.

## Конструкция
Спутник был неотделяемым от второй ступени «Аджена» и вместе с ней составлял 5,73 метра в длину и 1,52 метра в диаметре. Корпус изготовлен из магниевого сплава. Полезная аппаратура массой 111 кг располагалась в носовом обтекателе. В самой передней части спутника располагалась возвращаемая капсула массой 88 кг. Капсула имела вид полусферы с диаметром 84 см и длиной 69 см.
Оборудование состояло из панорамной камеры с разрешением 12 метров. Плёнка с отснятым материалом должна была быть доставлена на Землю в спускаемой капсуле.

## Запуск
Дискаверер-8 был успешно запущен ракетой Тор-Аджена с базы Ванденберг 20 ноября 1959 года. После 15 витков вокруг Земли была отделена спускаемая капсула. Однако во время спуска не раскрылся парашют, капсула приземлилась вне планируемой зоны спуска, и найти её не удалось.